# 寛遍
寛遍（かんぺん、康和2年（1100年） - 永万2年6月30日（1166年7月28日））は、平安時代後期の真言宗の僧。父は大納言源師忠。尊勝院大僧正・忍辱山大僧正とも称される。
山城国円教寺の寛蓮に師事して出家し、寛助に灌頂を受けた。その後大和国忍辱山円成寺を再興し、一字金輪法を日課とした。広隆寺別当・東寺長者・東寺法務・東大寺別当・仁和寺別当・円教寺別当を歴任し、1161年（応保元年）大僧正に至った。この間には、高野山大塔落慶供養の導師をつとめ、また、尊寿院を建立し、鳥羽天皇の皇后美福門院（藤原得子）が寄進した「御手印縁起」を尊寿院におさめた。事相にすぐれ、その後忍辱山流の祖とされる。